# Castrillo de la Vega
Castrillo de la Vega là một đô thị trong tỉnh Burgos, Castile và León, Tây Ban Nha. Dân số 657 người. Mã bưu điện 09391.